# دوگوژیف
دوگوژیف (به لاتین: Doguzhiyev) یک منطقهٔ مسکونی در روسیه است که در شهرستان کراسنوگواردیسکی، آدیغیه واقع شده‌است.